# سازدهنی
سازدهنی یا هارمونیکا (به انگلیسی: Harmonica) جزء سازهای بادی است و در خانوادهٔ سازهای زبانه آزاد (Free Reed Instruments) قرار می‌گیرد.

## ویژگی
تولید صوت در این نوع سازها نتیجه ارتعاش یک زبانه (Reed) از جنس فلز است که تنها یک سر آن به بدنه ساز متصل شده و انتهای دیگرش می‌تواند آزادانه حرکت کند. به ارتعاش درآمدن این زبانه‌ها در اثر عبور جریان هوا موجب تولید صدای ساز می‌شود.
از سایر سازهای این خانواده می‌توان ملودیکا (Melodica)، کنسرتینا (Concertina) و آکاردئون (Accordion) را نام برد. شاید برخی مواقع متوجه شباهت موجود بین صدای سازدهنی و آکاردئون شده باشید. این شباهت در جنس صدا، در واقع به خاطر شباهت در ساختمان این سازها و نحوه تولید صوت در آن‌ها است.

## تاریخچه

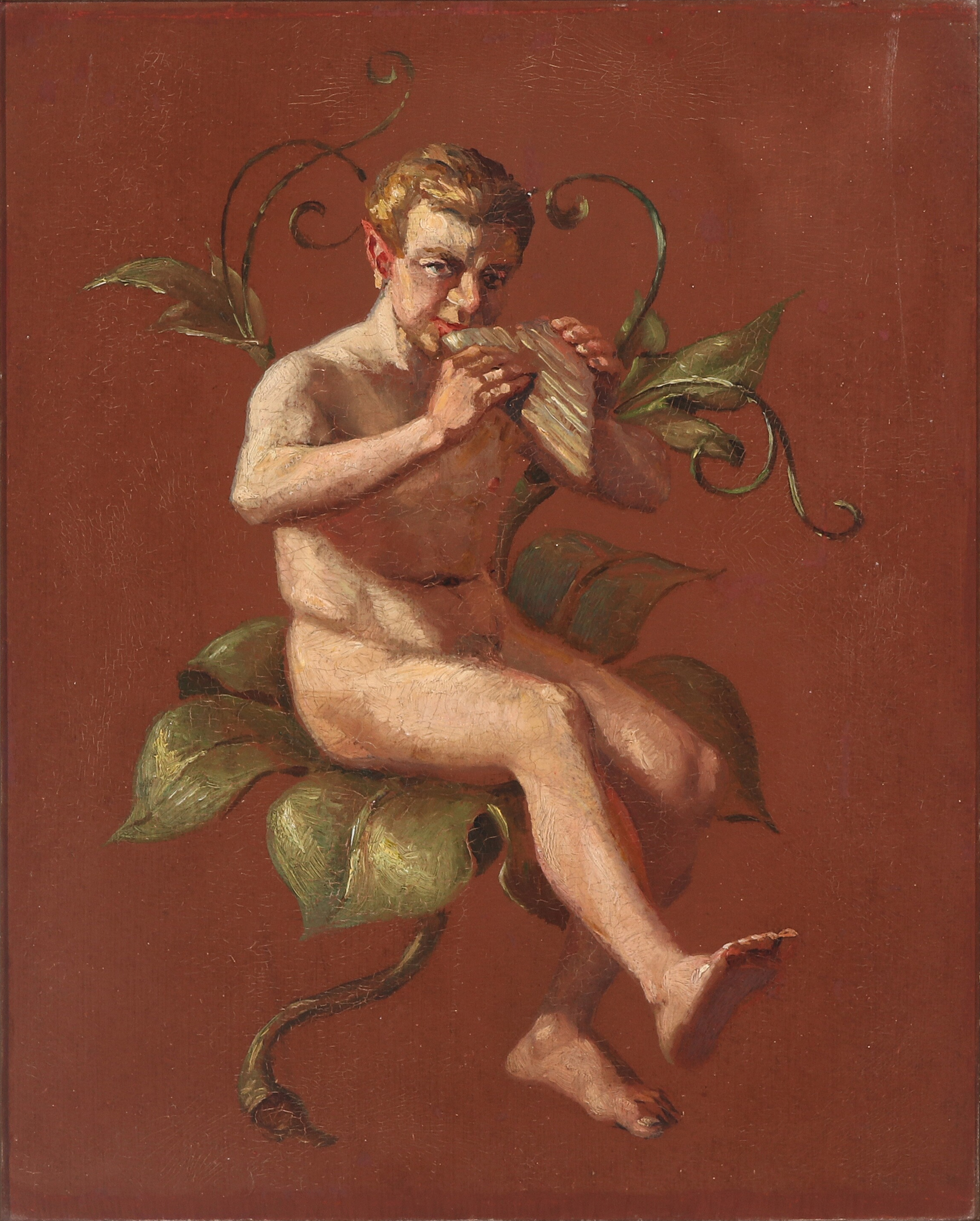
سازدهنی، ساز محبوب فائون‌ها

گر چه چینی‌های باستان نوعی سازدهنی با زبانه‌های چوبی داشته‌اند و موتسارت قطعه‌ای برای سازدهنی شیشه‌ای (یک ساز کاملاً متفاوت متشکّل از یک سِری قطعه شیشه‌های کوک شده) نوشت. 
سازدهنی دیاتونیکی (Diatonic) که ما هم‌اکنون می‌شناسیم، در اوایل قرن نوزدهم، در آلمان ساخته شده‌است. این ساز به‌وسیلهٔ موج مهاجرین ترک‌کنندهٔ آلمان، به ایالات متّحده و بریتانیای کبیر برده شد و در اواسط قرن نوزدهم، در سراسر جهان، نواخته می‌شده‌است.
سازدهنی کروماتیک (Chromatic)، در سال ۱۹۱۸ اختراع شد و از آنجایی که شامل هر دوازده نیم‌پردهٔ گام کروماتیک می‌باشد، به شما اجازه می‌دهد که آهنگ کاملتری را بنوازید؛ مانند قطعه‌های جاز و کلاسیک؛ و همچنین برای نوازندگی تا حدود زیادی کاملتر است. 
در مدل ۱۶ سوراخه سازدهنی کروماتیک، ۴ اکتاو کامل برای اجرای قطعات وجود دارد که اجازه نواختن هر قطعه‌ای را می‌دهد.

## طبقه‌بندی کلی

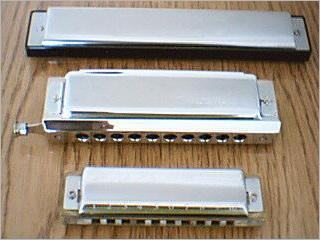
(از بالا) سازدهنی ترمولو، سازدهنی کروماتیک و سازدهنی دیاتونیک.

سازدهنی را به روش‌های مختلفی طبقه‌بندی می‌کنند اما اگر از سازدهنی‌های بیس (Bass) و کورد (Chord) صرف نظر کنیم، سازدهنی‌هایی را که بیشتر برای نواختن سولو (Solo) استفاده می‌شوند می‌توان در یک طبقه‌بندی بسیار کلی به ۲ گروه اصلی تقسیم کرد:
1. سازدهنی‌های دو زبانه‌ای Double Reed(ed) Harmonicas
2. سازدهنی‌های تک زبانه‌ای Single Reed(ed) Harmonicas

## انواع مختلف سازدهنی و کاربردشان

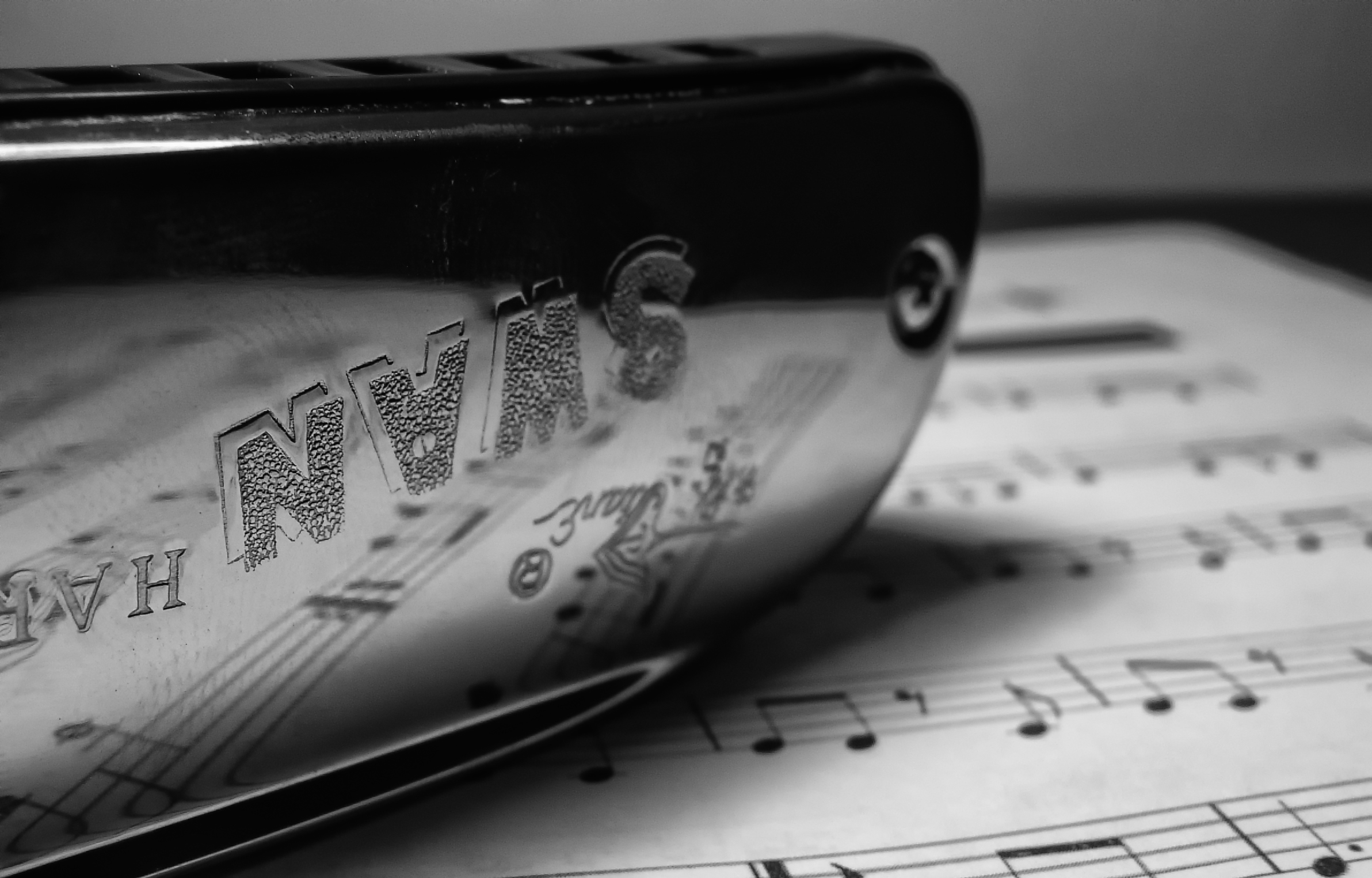
یک سازدهنی دیاتونیک ده سوراخ

از انواع مختلف سازدهنی بر حسب قابلیت‌های مختلف و جنس صدایشان در سبک‌های خاصی از موسیقی بیشتر استفاده می‌شود که در اینجا به صورت مختصر و فهرست وار به آن‌ها اشاره می‌کنیم:
- سازدهنی ترمولو و اکتاو: سبک‌های Folk و Pop
- سازدهنی دیاتونیک: سبک‌های Blues, Country, Rock, Irish, Folk و Pop
- سازدهنی کروماتیک: سبک‌های Classical, Jazz, Irish و Pop
- سازدهنی بیس و کورد: سبک‌های Classical و Pop البته بیشتر به صورت گروه نوازی